# Mérinchal
Mérinchal là một xã thuộc tỉnh Creuse trong vùng Nouvelle-Aquitaine miền trung nước Pháp. Xã này nằm ở khu vực có độ cao trung bình 735 mét trên mực nước biển.

## Dân số
| 1962                                                        | 1968 | 1975 | 1982 | 1990 | 1999 | 2005 |
| ----------------------------------------------------------- | ---- | ---- | ---- | ---- | ---- | ---- |
| 1175                                                        | 1187 | 1159 | 1032 | 907  | 821  | 844  |
| Số liệu điều tra dân số từ năm 1962 Dân số chỉ tính một lần |      |      |      |      |      |      |

## Địa điểm nổi bật
- Nhà thờ, từ thế kỷ 12.
- Phế tích lâu đài thế kỷ 12 tại La Mothe.
- Phế tích lâu đài tại Villebrune.
- Nhà thờ thế kỷ 17 Vieux-Voisin.

## Kết nghĩa
Öhningen, Đức từ năm 1984.